# Schilbe tumbanus
Schilbe tumbanus är en fiskart som först beskrevs av Pellegrin 1926.  Schilbe tumbanus ingår i släktet Schilbe och familjen Schilbeidae. IUCN kategoriserar arten globalt som livskraftig. Inga underarter finns listade i Catalogue of Life.